# 年号
年號，漢字文化圈君主時代帝王紀年所立的名號，緣起於中國前140年西漢武帝時期，后来朝鮮新羅在536年法興王時期、日本在645年飛鳥時代孝德天皇時期、越南在970年丁朝丁部領時期，都因为中国的影响开始使用，蒙古历史上的柔然和四卫拉特等汗國也曾使用。
20世紀，漢字文化圈各國除日本外，均陸續變更國體為共和制，同時廢除君主年號紀年制度，現時全球僅日本一國仍實行君主年號紀年。

## 中國
中國自古代以來一直是採用干支紀年，或是以帝王在位時間紀年，稱「某某王（帝）X年」。到了前140年，漢朝武帝創制年號紀元制度，第一個年號是「建元」。隨後中國歷朝歷代帝王大都採一個或數個年號以紀其在位之年，一直沿襲到清末，歷時兩千多年。從漢武帝的「建元」到清遜帝的「宣統」，共計約八百多個年號。
1911年爆發辛亥革命，推翻清朝建立了中華民國，廢除帝王制度和年號紀年，改用民國紀年。1949年，中华人民共和国成立，改用公元紀年。
年號的字數，大多是兩個字組成，如「太初」、「景平」、「開元」、「永樂」、「宣統」等等。也有三字年號，如王莽的「始建國」，梁武帝的「中大通」。四字年號也有，如漢光武帝的「建武中元」，唐武則天的「天冊萬歲」，宋太宗的「太平興國」等等。最長的是六字年號，如南詔的「貞明承智大同」1及西夏的「天授禮法延祚」、「天賜禮盛國慶」。
年號的變換，根據辛德勇《建元與改元》的考證，最初較有規律，如漢武帝前期每隔6年改元一次，後期每隔4年改元一次，漢昭帝每隔6年改元一次，漢宣帝每隔4年改元一次，漢元帝每隔5年改元一次，漢成帝每隔4年改元一次。之後的變換便漸無規律，隨時可以更改。改換年號最多的武則天，包含臨朝稱制，在位21年共使用20個年號。
到了明、清兩朝，年號的變換不大，一般是一個皇帝只使用一個年號，稱之為「一世一元」，因此年號的使用時間普遍較長，如明太祖的洪武年號使用了31年，明神宗的萬曆年號使用了48年，清聖祖的康熙年號使用了61年，清高宗的乾隆年號使用了60年。

### 臺灣
1662年，臺灣由明鄭王朝延平王統治，雖然南明永历帝已死，但仍繼續使用永历帝年號“永曆”，是為臺灣首個年號。
1683年，明鄭滅亡，清朝接管臺灣，改用清朝皇帝年號。而在一些民變事件中，部份起事領袖（例如朱一貴、林爽文等）曾經自立年號。
1895年，甲午战争清朝戰敗，日本接管臺湾，反对日本接管的臺灣原住民，一度成立臺灣民主國，雖為共和政體，但保留年號制，使用“永清”年號。但僅148天後，便隨著臺灣民主國滅亡而停用。之後臺灣改用日本年號（依序是明治、大正、昭和）。
1945年，中華民國接管臺灣，改用民國紀年，一直至今。民間也常用西元紀年，但政府較少用之。

### 蒙古
466年，柔然可汗郁久閭予成設年號“永康”，為蒙古高原首個可考年號。至520年“建昌”年號后，蒙古高原年号不可考。
1260年，蒙古帝国分裂后，忽必烈在华北即位，建元“中统”，随后建立了统治全中国的元朝。
1388年，元朝殘存政權北元瓦解，“天元”年號停用，仅知1453年至1454年，瓦剌也先称汗后，改元“添元”。
1911年，大蒙古國使用“共戴”年号，是為蒙古最後的年号。
1924年，蒙古人民共和國成立，廢除年号紀年。

## 朝鮮
536年，朝鮮新羅君主法興王設年號“建元”，為朝鮮半島歷史上首個年號，與中國歷史上第一個年號一樣（西漢武帝的“建元”）。但相比日本和越南，朝鮮自立的年號較少，主要是因為朝鮮自新羅真德女王四年（650年）至大韓帝國成立（1897年）之間的一千二百餘年內，都是中國的藩屬國，除高麗太祖、光宗曾自立年號外，其餘時期，都是採用中國年號，奉中國為正朔。
1908年，李坧即位大韓帝國皇帝朝鮮純宗，年號“隆熙”，是為朝鮮最後的自立年號。1910年日韓合併，改用日本年號，先後依序使用“明治”、“大正”、“昭和”。“昭和”亦成為朝鮮最后使用的年號。
1945年，日本撤出朝鮮，後繼的政治實體大韓民國及朝鮮民主主義人民共和國，皆不使用年號紀年。前者先後用大韓民國紀年（以大韓民國臨時政府成立之年1919年為元年）、檀君紀元（以東國通鑑記載的檀君建立古朝鮮之年公元前2333年為元年）、公元紀年。後者使用公元紀年及主體紀元，主體紀元以金日成的誕辰年份1912年爲元年，於1997年至2024年在朝鮮民主主義人民共和國境內使用，期間共歷經27年，終止紀元的2024年對應主體113年。

## 日本
孝德天皇接觸唐朝之後，開始效仿中國，於646年設年號“大化”，然而之後的天皇停用年號制。701年，文武天皇設年號“大寶”，開始正式使用年號，一直至今，亦成為現時全球唯一實行君主年號紀年的國家。二戰後，民間也常用公元紀年，但政府及較重要的場合（如開學、畢業典禮）較少用之。
另外日本年號特色之一，是部分單一年號可跨越前後兩名在位天皇。日本在明治維新之前，跟中國元朝及以前一樣，一位天皇可有多個年號，而在明治維新後就確立一世一元，跟中國明清一樣，一位天皇一個年號。
日本的年号多为当年改元。現在，日本的年號是“令和”，於2019年5月1日啟用。

## 越南
936年以前，越南長期為中國郡縣，使用中國年號。除541年十二月，李賁集合交州數州人士起兵，544年正月，李賁自稱「南越帝」，設年號“天德”，為越南史上首個年號。
968年，丁部領建立丁朝，970年設年號“太平”，此後越南於國內使用自立年號。阮朝之前，跟中國元朝及以前一樣，一位君主可有多個年號，阮朝確立一世一元，跟中國明清一樣，一位皇帝一個年號，因此也可用年號來稱呼阮朝皇帝。
1926年，阮福永瑞即位阮朝皇帝，年號“保大”，是為越南最後的年號。
1945年，阮朝滅亡，改用公元紀年。

## 註解
- ^  注解1：該年號有爭議，王應麟《玉海》及鍾淵映《歷代建元考》視為六字年號，近代學者如李家瑞及王雲等人視為「貞明」、「承智」、「大同」三個年號。

## 延伸閲讀
- （中文）陈光. . 北京: 北京燕山出版社. 2000年1月. ISBN 978-7-5402-1031-1.
- （中文）鄧洪波. . 臺北: 國立臺灣大學東亞經典與文化研究計劃. 2005年3月  [2007年3月10日]. ISBN 978-986-00-0518-9. （原始内容 (pdf)存档于2007年8月25日）.
- （中文）李崇智.  2. 中华书局. 2001年1月. ISBN 978-7-101-02512-5.
- （日語）松橋達良. . 砂書房. 1994年7月. ISBN 978-4-915818-27-1.
- （日語）所功（日语：所功）. . 雄山閣（日语：雄山閣）. 1988年3月. ISBN 978-4-639-00711-1.
- （中文）徐红岚. . 辽宁教育出版社. 1998年5月. ISBN 978-7-5382-4619-3.